# Fannia setosa
Fannia setosa är en tvåvingeart som först beskrevs av Jacques-Marie-Frangile Bigot 1885.  Fannia setosa ingår i släktet Fannia och familjen takdansflugor. Inga underarter finns listade i Catalogue of Life.